# Chợ Đồn
Chợ Đồn là một Xã thuộc tỉnh Thái Nguyên, Việt Nam.

## Địa lý
Huyện Chợ Đồn nằm ở phía tây của tỉnh Bắc Kạn, huyện lỵ là thị trấn Bằng Lũng, cách thành phố Bắc Kạn khoảng 42 km về phía tây, cách trung tâm thủ đô Hà Nội khoảng 185 km, có vị trí địa lý:
- Phía đông giáp huyện Bạch Thông và huyện Chợ Mới
- Phía tây giáp huyện Chiêm Hóa và huyện Na Hang thuộc tỉnh Tuyên Quang
- Phía nam giáp huyện Định Hóa, tỉnh Thái Nguyên và huyện Yên Sơn, tỉnh Tuyên Quang
- Phía bắc giáp huyện Ba Bể.

Huyện Chợ Đồn có diện tích 912 km² và dân số năm 2004 là 46.000 người. Tuyến giao thông chính là Quốc lộ 3C đi qua huyện lỵ, đi về hướng bắc đến huyện Ba Bể, về hướng nam là huyện Định Hóa (Thái Nguyên).

## Hành chính
Huyện Chợ Đồn có 20 đơn vị hành chính cấp xã trực thuộc, bao gồm thị trấn Bằng Lũng (huyện lỵ) và 19 xã: Bản Thi, Bằng Lãng, Bằng Phúc, Bình Trung, Đại Sảo, Đồng Lạc, Đồng Thắng, Lương Bằng, Nam Cường, Nghĩa Tá, Ngọc Phái, Phương Viên, Quảng Bạch, Tân Lập, Xuân Lạc, Yên Mỹ, Yên Phong, Yên Thượng, Yên Thịnh.

## Lịch sử
Ngày 12 tháng 5 năm 1964, Bộ Nội vụ ban hành Quyết định số 150-NV. Theo đó: 
- Đổi tên xã Cao Phong thành xã Xuân Lạc
- Đổi tên xã Lạc Long thành xã Đồng Lạc
- Đổi tên xã Tân Phong thành xã Quảng Bạch
- Đổi tên xã Thắng Lợi thành xã Nghĩa Tá
- Đổi tên xã Thành Công thành xã Yên Mỹ
- Đổi tên xã Đại Thắng thành xã Đại Sảo
- Đổi tên xã Đồng Thắng thành xã Đông Viên
- Đổi tên xã Đức Thượng thành xã Rã Bản.

Sau năm 1975, huyện Chợ Đồn thuộc tỉnh Bắc Thái, gồm 21 xã: Bản Thi, Bằng Lãng, Bằng Phúc, Bình Trung, Đại Sảo, Đồng Lạc, Đông Viên, Lương Bằng, Nam Cường, Nghĩa Tá, Ngọc Phái, Phong Huân, Phương Viên, Quảng Bạch, Rã Bản, Tân Lập, Xuân Lạc, Yên Mỹ, Yên Nhuận, Yên Thịnh và Yên Thượng.
Ngày 8 tháng 4 năm 1985, tách phố Bằng Lũng gồm 1.853 ha của xã Ngọc Phái để thành lập thị trấn Bằng Lũng (thị trấn huyện lỵ huyện Chợ Đồn).
Ngày 6 tháng 11 năm 1996, tái lập tỉnh Bắc Kạn từ tỉnh Bắc Thái cũ, huyện Chợ Đồn thuộc tỉnh Bắc Kạn.
Ngày 10 tháng 1 năm 2020, Ủy ban Thường vụ Quốc hội ban hành Nghị quyết số 855/NQ-UBTVQH14 về việc sắp xếp các đơn vị hành chính cấp xã thuộc tỉnh Bắc Kạn (nghị quyết có hiệu lực từ ngày 1 tháng 2 năm 2020). Theo đó:
- Sáp nhập 2 xã Đông Viên và Rã Bản thành xã Đồng Thắng
- Sáp nhập thôn Bản Cưa của xã Phong Huân vào xã Bằng Lãng
- Sáp nhập 5 thôn: Nà Tấc, Pác Cộp, Nà Chợ, Nà Mạng, Khuổi Xỏm thuộc xã Phong Huân và xã Yên Nhuận thành xã Yên Phong.

Huyện Chợ Đồn có 1 thị trấn và 19 xã như hiện nay.

## Kinh tế - xã hội
Kinh tế huyện Chợ Đồn vẫn lấy nông nghiệp làm chủ đạo, do địa hình thuộc vùng kinh tế đặc biệt khó khăn nên khả năng phát triển về công nghiệp và dịch vụ còn hạn chế. trong những năm gần đây (2000 đến nay) tỉnh Bắc Kạn đã chú trọng phát triển kinh tế tại huyện, trong đó kêu gọi các nhà đầu tư tiến hành thăm dò và khai thác các nguồn lợi về khoáng sản (nhiều nhất là quạng sắt, chì... trữ lượng hiện chưa thống kê được), nên kinh tế huyện đã có bước tiến vượt bậc. góp phần vào sự phát triển chung của tỉnh Bắc Kạn.